# Quadra (mini-série)
Ne doit pas être confondu avec Khadra.
Pour les articles homonymes, voir Quadra.
Quadra est une mini-série québécoise en quatre épisodes de 45 minutes écrite et réalisée par Jean-Claude Lord d'après le roman éponyme de Jean-Claude Boult et diffusée du 15 mars 2000 au 5 avril 2000 à la Télévision de Radio-Canada.

## Synopsis
Quadra est une mini-série, tirée du roman du même nom, qui traite d'une question éthique importante : le pardon. Guy Marchand, un délinquant âgé dans le début de vingtaine, commet un vol à main armée chez un dépanneur pour lequel travaille Marc Michaud, un jeune commis de 18 ans. Guy appuie accidentellement sur la détente et sa balle atteint Marc à la nuque. Ce dernier se retrouve quadraplégique, soit paralysé des quatre membres pour le restant de ses jours. Guy n'est pas arrêté mais éprouve de profonds remords, lui qui mène une vie plutôt au-dessus des lois.
Il décide alors d'aller se confronter à Marc à l'hôpital et de se dénoncer devant lui, tout en lui offrant le choix suivant : décider s'il préfère qu'il se livre à la police ou alors qu'il consacre sa vie à s'occuper de lui. Dans un esprit de vengeance, Marc opte pour le deuxième choix et entend faire payer à Guy, en étant le plus exigeant et désagréable possible, la vie libre qu'il lui a arraché sans le vouloir. Plein de bonne volonté, Guy prend la responsabilité des soins exigeants à apporter à un quadraplégique mais la famille est réticente et Marc n'est pas reconnaissant.
Lors d'un moment plein d'émotion, Guy, déprimé, fait savoir à Marc que sa vengeance est inutile et qu'il se fait du mal lui-même. Les deux garçons deviennent ensuite les meilleurs amis du monde et la famille de Marc considère Guy comme un des siens. Tout le monde aime Guy, sauf une tante de Marc qui, en apprenant la vérité, va dénoncer Guy à la police. Ce dernier comparait devant la cour et malgré les témoignages remplis d'amour et d'amitié de la famille, Guy est déclaré coupable de vol qualifié, mais acquitté de l'accusation de tentative de meurtre.
Le juge, désolé, lui inflige à regret une peine de quatre ans de prison ferme. Alors que les policiers reconduisent Guy hors de la cour, Marc et sa famille lui signifient qu'ils vont l'attendre. Quoi que les autres puissent en penser, cette famille a décidé de pardonner.

## Distribution
- Paul Ahmarani : Roch
- Frédérick De Grandpré : Guy
- Maxime Denommée : Marc
- Annette Garant : Pauline, sœur de Jeanne
- Émile Mailhiot : Jocelyn
- Brigitte Paquette : Jeanne, mère de Marc
- Yvan Ponton : juge
- Claude Prégent : ami d'Antonia
- Catherine Proulx-Lemay : Antonia, sœur de Marc
- Patrick Chouinard : Policier

## Fiche technique
- Scénarisation et réalisation : Jean-Claude Lord
- D'après un roman éponyme de Jean-Claude Boult
- Production : Bloom Films 1998 Inc.

## Épisodes
1: L'Agression :
Marc travaille dans un dépanneur tout près de chez-lui, Guy commet un vol et tire accidentellement sur Marc après qu'un jeune client soit entré. Transporté d'urgence à l'hôpital, Marc refuse de recevoir la visite de sa famille et de ses amis durant son séjour. Pris de remords, Guy rendra visite à Marc et l'avoue d'être son agresseur, il lui laisse deux choix : le dénoncer aux autorités ou l'engager comme infirmier permanent.
2: La Vengeance :
Marc a fait son choix et veut que Guy soit son infirmier, il souhaite énormément le faire souffrir à son tour pour l'avoir rendu paralysé. La famille de Marc accepte mal de voir celui qui l'a agressé sous leur toit, surtout pour Roch qui ne cache pas sa haine contre Guy. Après que Marc lui a mordu le bras, Guy en a assez d'être son souffre-douleur, il reprend ses activités en braquant une station-service. La mère de Marc le convainc de revenir et de débarrasser du revolver. Marc comprend enfin que Guy a prouvé qu'il voulait réparer sa faute, il accorde son indulgence à Guy.
3: L'Acceptation :
Maintenant que Marc et Guy deviennent de bon amis, le reste de la famille doivent respecter le pardon de Marc et intégrer Guy dans le clan, à l'exception de Roch qui ne veut rien savoir de lui et menace de se rapporter à la police si Guy ne quitte pas le domicile le plus rapidement possible. Marc trouve enfin du travail et ouvre un commerce.
4: L'Injustice :
Guy se sent traqué par la police qui le surveille étroitement. Placé en état d'arrestation, Guy est accusé de tentative de meurtre sur Marc, il est prêt à enregistrer un plaidoyer de culpabilité à des accusations réduites de vol qualifié. Le clan Michaud a vite découvert que ce n'est pas Roch qui a dénoncé Guy, mais Pauline, la tante de Marc. Au procès, Guy se défend seul, Marc a livré un témoignage émouvant qui a convaincu le juge d'accorder la clémence à l'accusé en le condamnant à quatre ans d'emprisonnement.